# Фестинг, Фрэнсис
Сэр Фрэнсис Уоган Фестинг (англ. Francis Wogan Festing; 28 августа 1902 года, Дублин — 3 августа 1976 года, Нортумберленд, Великобритания) — военачальник Великобритании, фельдмаршал. Отец Мэтью Фестинга, 79-го Князя и Великого магистра Мальтийского ордена.

## Биография
В 1921 году окончил Винчестерский колледж и назначен в 3 батальон Стрелковой бригады Принца-консорта.
В 1938—1939 годах — инструктор штабного колледжа в Камберлей.
В 1940 году — офицер 1-го военного отдела Генерального штаба.
С 1940 года по 1941 год — командир 2-го батальона Восточно-Ланкаширского полка.
В 1941 году — командир 29-й отдельной бригадой (Южная Африка — Мадагаскар — Восточная Африка). Участвовал в Мадагаскарской операции 1942 года.
С ноября 1942 года — командир 36-й дивизии в Ракхайне. Принимал участие в Бирманской операции.
С 1945 года по 1946 год и с июня по сентябрь 1949 года — главнокомандующий сухопутными войсками в Гонконге.
С 1947 года по 1949 год — директор по вооружению и развитию в Военном министерстве.
С 1951 года по 1952 год — помощник начальника штаба Верховного командования союзных держав в Европе.
С 1952 года — главнокомандующий британским войсками в Египте.
С 1954 года — главнокомандующий Восточного командования.
С 1956 года — главнокомандующий сухопутными войсками на Дальнем Востоке.
С 1958 года по 1961 год — начальник Имперского Генерального штаба и с 1958 года по 1960 год — генерал-адъютант Королевы.
В отставке начал собирать коллекцию огнестрельного и холодного оружия.

## Воинские звания
- 1921 — второй лейтенант
- ? — лейтенант
- ? — капитан
- 1939 — майор
- 1940 — подполковник (лейтенант-полковник) (первоначально имел это звание как временное, затем утвержден в нём)
- 1945 — полковник (как временное имел это звание несколько раз с 1941)
- 1946 — генерал-майор
- 1952 — генерал-лейтенант
- 1956 — генерал
- 1.09.1960 — фельдмаршал

## Награды
- Рыцарь Большого Креста ордена Бани (1957)
- Рыцарь-командор ордена Бани (1956)
- Командор ордена Британской империи (1952)
- Кавалер ордена Бани (1946)
- Кавалер ордена Британской империи (1945)
- Орден За выдающиеся заслуги (1942)

## Семья
Жена — Мария Сесилия Ридделл (в браке с 1937 года)
Дети:
1. Джон Фрэнсис Кристиан Фестинг (род. 25 июля 1938 года)
2. Макл Воган Фестинг (род. 2 августа 1939 года)
3. Эндрю Томас Фестинг (род. 30 ноября 1941 года)
4. Роберт Мэтью Фестинг (род. 30 ноября 1949 года)